# Ništa Lično
Ništa Lično is een Servische band. Ze is gevormd in 2009 en bestaat uit een drummer, en keyboarder, twee gitaristes en een zangeres.
De bandleden zijn Aleksandar, Anica, Karolina, Saša en Una. De bandleden kenden elkaar al langer als solo-optreders, totdat Saša met de tekst van het liedje Onaj Pravi (De Goede) kwam, wat de bandleden bij elkaar bracht. Na rijp beraad hebben ze uiteindelijk besloten hun band Ništa Lično (Niets Persoonlijks) te noemen. Ze hebben ook deelgenomen aan het Junior Eurovisiesongfestival 2009, waar ze met het liedje Onaj Pravi met 34 punten de 10e plaats wisten te halen.

## De band
Het begon allemaal toen Saša het liedje Onaj Pravi praktisch gezien al helemaal af had en het toen aan zijn vader liet horen. Deze was daar zo enthousiast over, dat hij het opnam en naar Saša's vriendin Una's vader te Zrenjanin stuurde.
Toen Una het liedje hoorde zong ze het meteen voor haar jeugdvriendin Karolina. Enthousiast na dit gehoord te hebben, belde Karolina haar vriendin Anica te Užice op, die op dat moment toevallig samen met haar broer Petar was, die er ook enorm enthousiast over was. Ze voegde er wat "vrouwelijke subtiliteit" aan toe en stuurde de tekst meteen terug naar Saša.
Saša reageerde door hen allemaal uit te nodigen voor een bijeenkomst in de hoofdstad Belgrado, waar ze ook allemaal gehoor aan gaven. Deze bijeenkomst bracht hen op het spontane idee een band te vormen, omdat ze persoonlijk nog nooit iets als dit in Servië hadden gezien. Hiermee kwam, natuurlijk, ook het probleem van een naam te kiezen. Uiteindelijk kwam Saša op het idee om de band Niets Persoonlijks (Ništa Lično) te noemen.
Ze kwamen na afloop nog veel vaker samen, en kijken daar nog graag op terug hoe het hele project begon, hoeveel lol ze hadden, en dat ze daarvoor de tijd vrij konden maken tussen alle schoolverplichtingen door.
Ze debuteerden op de Servische Junior Eurovisiesongfestivalversie en ze wonnen daar ook, waardoor ze voor Servië naar Kiev te Ukraïne mochten om hun thuisland te vertegenwoordigen. Hier haalden ze met 34 punten de 10e plaats.

## Aleksandar Graić
Aleksandar Graić (Belgrado, 8 juli 1995), is geboren in een professionele muzikantenfamilie. Volgens zijn ouders was hij een schelm. Ook verachtte Graić, voordat hij naar school ging, alle soorten eten, wat ook terugsloeg op zijn eetgewoontes. Vandaag-de-dag heeft hij zich ernaartoe laten groeien om wel van eten te houden. Tegenwoordig adoreert hij het juist, en zijn lievelingskeuken is toch de Italische.
Op school is hij volgens de getuiggeschriften oplettend, overwegend en verantwoordelijk. Hij heeft deelgenomen in meerdere quizen en heeft ook veel onderscheidingen gekregen. Hij probeert ook gitaar te leren spelen, wat niet altijd even goed gaat.
Sinds 2006 volgt Graić toneellessen.
Hij houdt ervan om naar muziek te luisteren. Tussen zijn oudere favorieten staan o.a. Led Zeppelin en Survival, tussen de jongere favorieten hebben Robbie Williams en Katy Perry en plekje weten te verwerven. Verder gaan zijn interesses verder naar musicals van uiteenlopende soorten.
Zijn eerste liedje schreef hij op een leeftijd van 6 jaar, De zon opkomend achter het dak.

## Anica Svetković
Anica Svetković (Užice, 21 november 1996), zat op de Dušan Jerković basisschool, waar ze alle klassen met de hoogst mogelijke rapportcijfers heeft volbracht.
Tijdens het Užice Kinderfestival Hou van onze planeet, gehouden in maart 2007, deed ze met haar liedje zoete droefheden voor het eerst mee aan een zingfestival. Hier viel ze ook al meteen in de prijzen door beste interpretatie-prijs te winnen. Dit debuut werd gevolgd door optredens in onder andere Banja Luka in de Republiek Srpska, op de Zlatiborberg, in Zaječar en Požega, waar ze vaak zowel de onderscheiding als de sympathie van het publiek wist te winnen. Uiteindelijk nam Lira's Organisatie voor Kinderkunsten het initiatief om met hun sponsorschap Svetković' eerste solo-cd te publiceren.
In februari 2009 deed ze mee aan Internationale Kinderpopfestival te Sotsji in Rusland, waar ze de derde plaats wist te halen.
In maart 2009 won zij op het Užice Kinderfestival de prestieuze prijs voor de Contributie voor de Vooruitgang van de Kinderkunsten. Dit werd gevolgd door talloze verschijningen door heel Servië.